# Kantongerecht Dordrecht

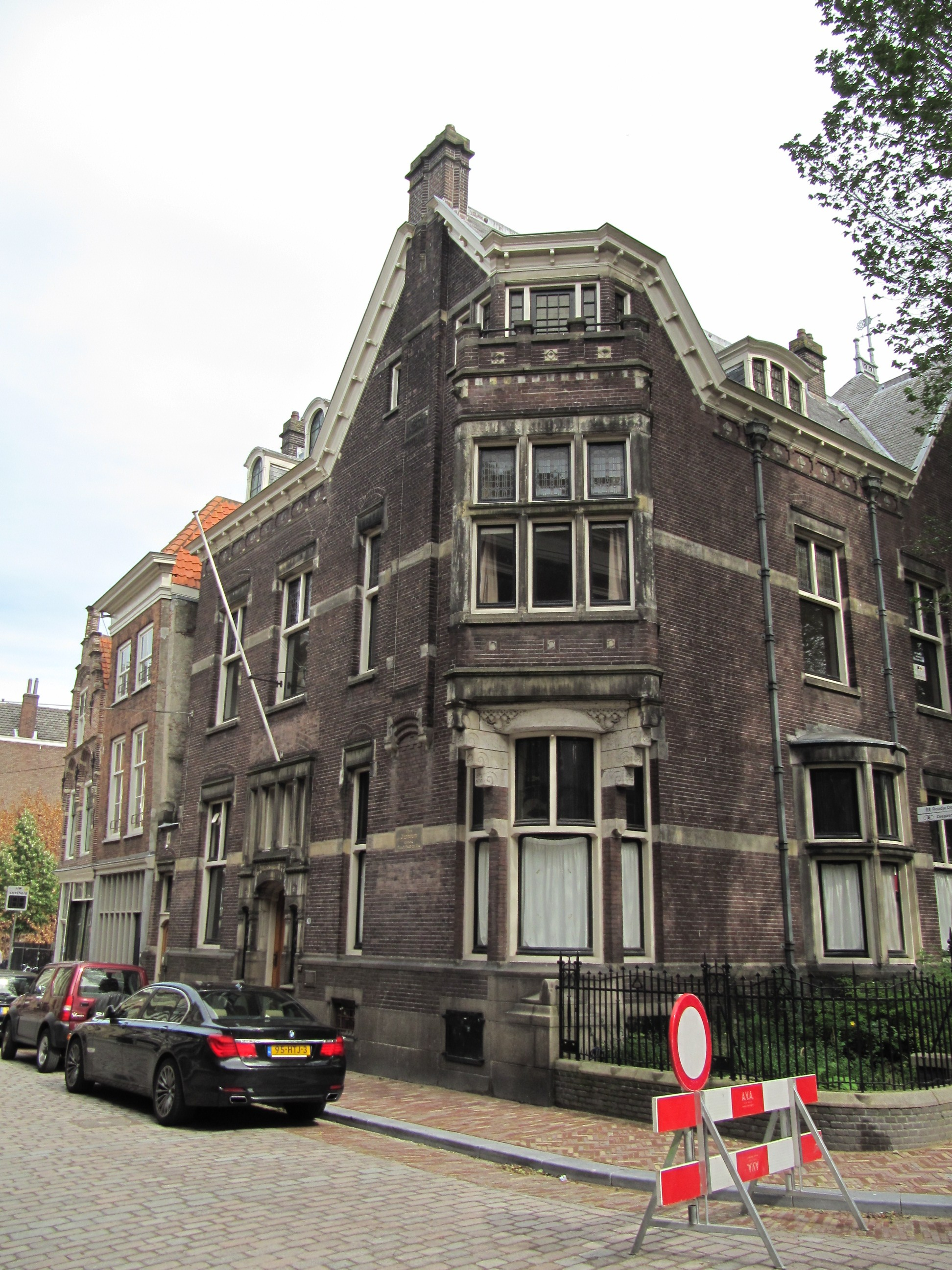
Het kantongerecht was tot 1984 gevestigd in Huize Cronenburg

Het kantongerecht Dordrecht was van 1838 tot 2002 een van de kantongerechten in Nederland. Na de afschaffing van het kantongerecht als zelfstandig gerecht bleef Dordrecht zittingsplaats van de sector kanton van de rechtbank Dordrecht. Het gerecht heeft in de loop der tijd meerdere gebouwen gebruikt. Huize Cronenburg in de Wijnstraat was bijna vijftig jaar zetel van het gerecht.